# Rob Druppers
Robertus (Rob) Johannes Druppers, né le 29 avril 1962 à Utrecht, est un ancien champion néerlandais d'athlétisme dans les compétitions de demi-fond.
Au cours de sa carrière, il remporta la médaille d'argent aux 800 mètres lors des championnats du monde d'athlétisme 1983. En 1985, il bat les records nationaux du 800 mètres (1 min 43 s 56 à Cologne) et du 1 000 mètres (2 min 15 s 23 à Utrecht). Il participa aux Jeux olympiques de Séoul en 1988 mais sera éliminé au stade des quarts de finale. Enfin il fut désigné sportif hollandais de l'année en 1983.